# Hippias minor

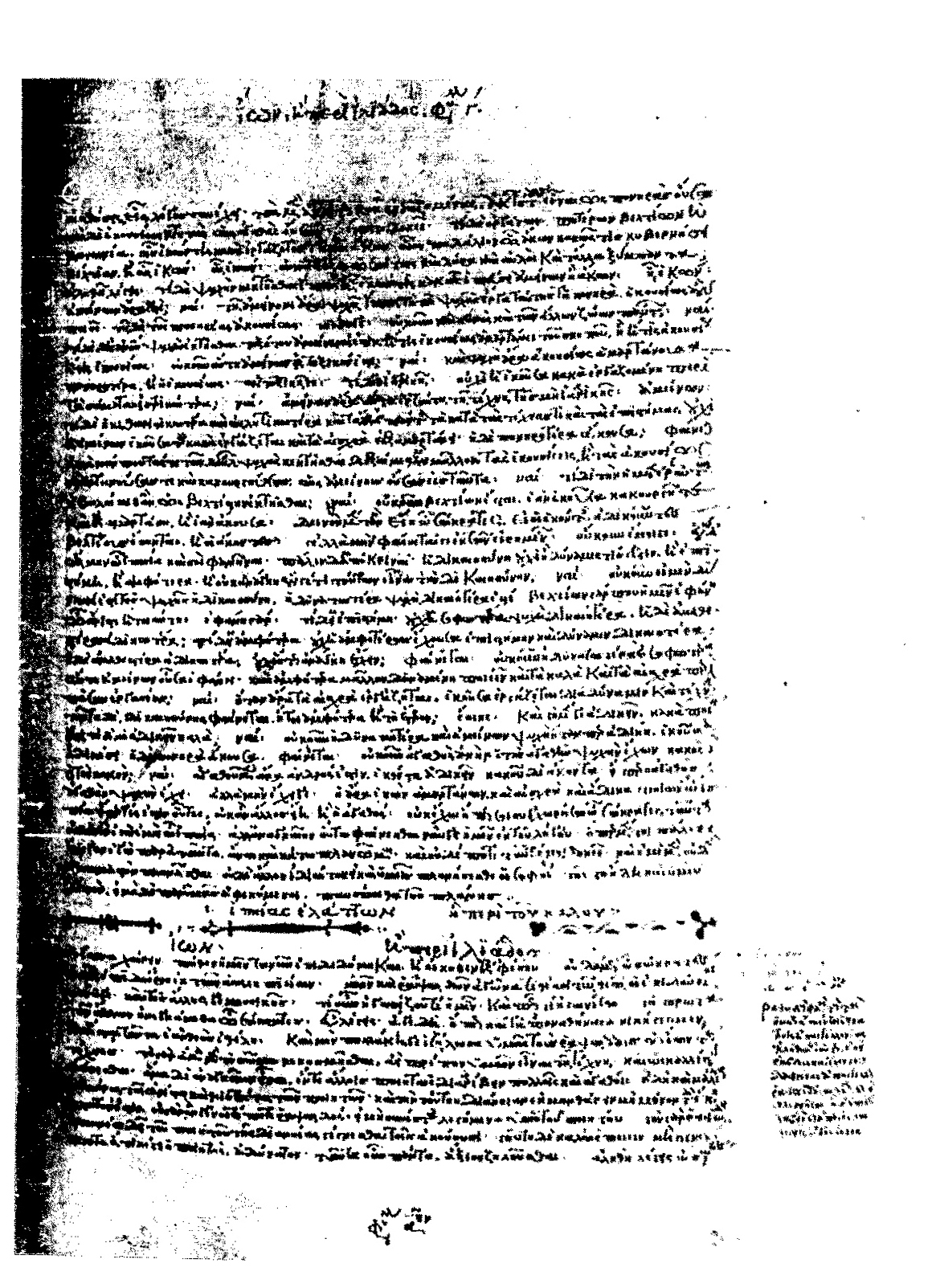
Der Schluss des Hippias minor in einer Handschrift aus dem 15. Jahrhundert

Der Hippias minor oder Hippias II (altgriechisch Ἱππίας ἐλάττων Hippías eláttōn, deutsch ‚der Kleinere Hippias‘ oder ‚der Kleine Hippias‘) ist ein Dialog des griechischen Philosophen Platon. Die Bezeichnung Hippias minor dient der Unterscheidung vom Hippias maior, dem „Größeren“ oder „Großen“ Hippias, einem längeren und daher als „größer“ bezeichneten Dialog, der Platon zugeschrieben wird, dessen Echtheit aber umstritten ist.
Es handelt sich um ein fiktives, literarisch gestaltetes Gespräch. Platons Lehrer Sokrates diskutiert mit dem Sophisten Hippias von Elis, nach dem der Dialog benannt ist. Den Ausgangspunkt bildet ein Vergleich zwischen den mythischen Helden Achilleus und Odysseus hinsichtlich ihres Umgangs mit Wahrheit und Lüge. Daraus entwickelt sich eine grundsätzliche Debatte darüber, ob es besser ist, aus freier Entscheidung die Unwahrheit zu sagen und etwas Übles zu tun, oder unfreiwillig so zu handeln. Es gelingt nicht, diese Frage zu klären; der Dialog endet in einer Ratlosigkeit (Aporie).
Platon lässt die Dialogfigur Sokrates die provozierende Ansicht vertreten, ein schlauer Lügner sei tüchtiger und daher „besser“ als jemand, dem die Fähigkeit abgeht, andere hinters Licht zu führen, und der sich daher notgedrungen an die Wahrheit hält. Damit will Platon den Leser zu eigenständigem Nachdenken über eine komplexe ethische Problematik anregen. Es geht um die Klärung des Kriteriums, von dem die ethische Rangordnung abhängig zu machen ist.
In der modernen Forschung wird die voraussetzungslose, konventionelle Moralvorstellungen missachtende Auseinandersetzung des Sokrates mit der brisanten Thematik teils als bloßes Gedankenspiel eingeschätzt, teils vor dem Hintergrund des platonischen Ethikverständnisses gedeutet.

## Ort, Zeit und Personen

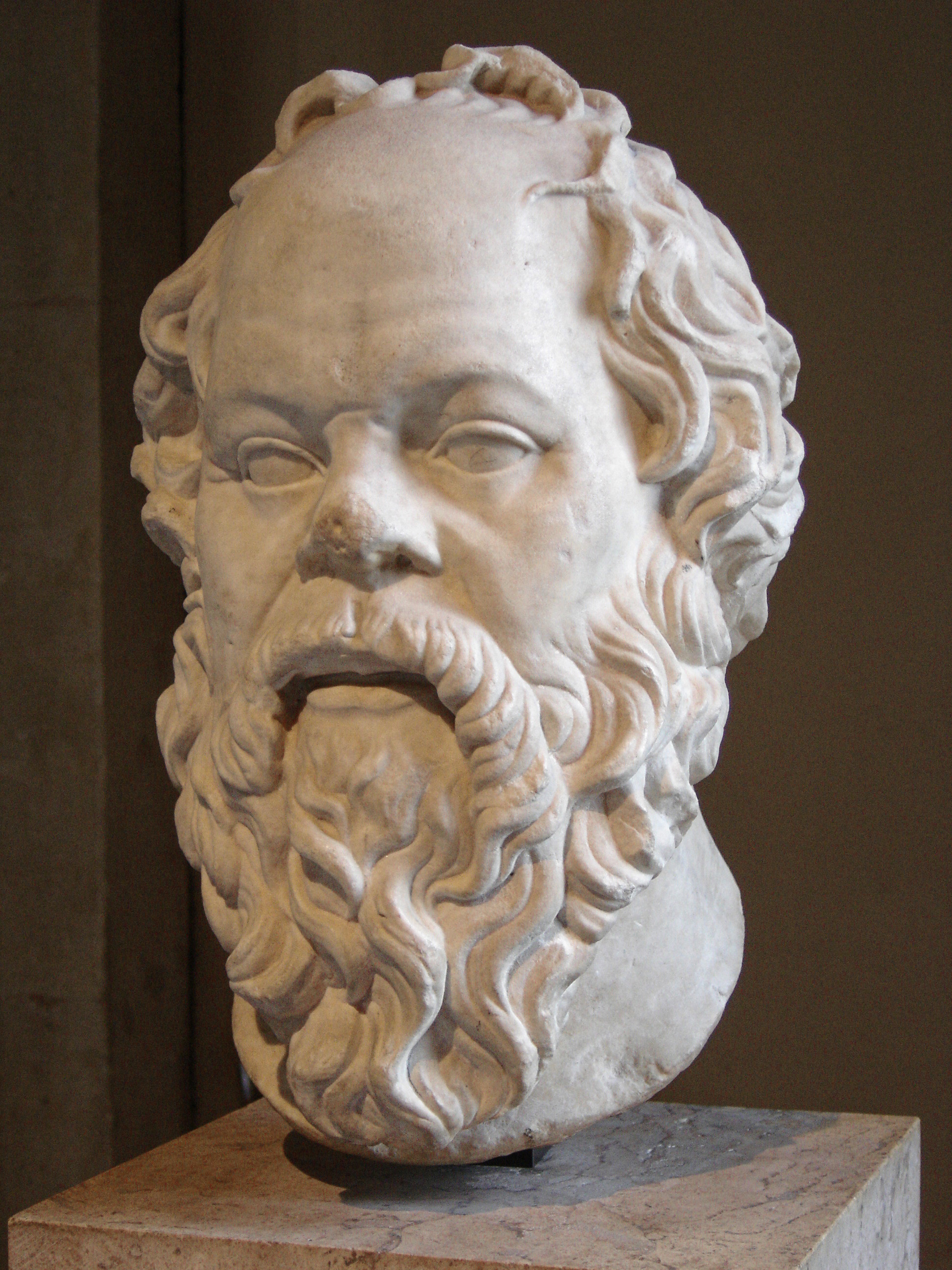
Sokrates (römische Büste, 1. Jahrhundert, Louvre, Paris)

Die Debatte spielt sich in Athen ab, vermutlich in einem Gymnasion. Die Zeit ist schwer zu bestimmen; wahrscheinlich ist an den Zeitraum 421–416 zu denken. Damals herrschte der Nikiasfrieden, der den Peloponnesischen Krieg für einige Jahre unterbrach.
Der Gesprächspartner des Sokrates, Hippias von Elis, war eine historische Gestalt. Er zählte zu den Sophisten, umherziehenden Wanderlehrern, die Jünglingen der Oberschicht ein als nützlich betrachtetes Wissen gegen Entgelt beibrachten. Außerdem betätigte er sich als Gesandter für seine Heimatstadt Elis. In Athen hielt er sich nur zeitweilig auf. Sein dortiger Gastgeber Eudikos ist in Platons Dialog anwesend, spielt aber nur eine unwesentliche Nebenrolle und beteiligt sich nicht an den philosophischen Erörterungen. Ob Eudikos tatsächlich gelebt hat oder eine von Platon erfundene Figur ist, ist unbekannt.

## Inhalt
Die Ausgangsfrage
Hippias hat eine Epideixis gehalten, eine öffentliche Rede belehrender Art. Bei solchen Reden ging es vor allem darum, jemand oder etwas zu loben oder zu tadeln. In diesem Fall war das Thema die Dichtkunst und insbesondere die Epik Homers. Nachdem sich das Publikum entfernt hat, sind Hippias, Eudikos und Sokrates zurückgeblieben. Eudikos bittet Sokrates, sich zu der Rede zu äußern. Sokrates möchte Fragen stellen, und Hippias ist gern bereit sie zu beantworten. Die Frage, mit der Sokrates nun den Dialog beginnt, betrifft die Bewertung der homerischen Helden. Nach einer Einschätzung, die Sokrates vom Vater des Eudikos gehört hat, ist die Ilias ein schöneres Epos als die Odyssee, und ihr Vorrang zeigt sich auch in der Rangordnung der Helden, deren Taten jeweils verherrlicht werden: Achilleus, der Hauptheld der Ilias, übertrifft Odysseus, den Helden der Odyssee. Sokrates möchte erfahren, was Hippias von dieser Bewertung hält. Hippias erklärt, Homer habe Achilleus als den vortrefflichsten unter den Helden des Trojanischen Krieges dargestellt, Odysseus als den gewandtesten oder verschlagensten. Auf die Nachfrage hin, was mit der Verschlagenheit gemeint sei, präzisiert Hippias, unter einem Verschlagenen sei ein verlogener Mensch zu verstehen. Homer wolle den geradlinigen, schlichten Achilleus dem schlauen, unaufrichtigen Odysseus gegenüberstellen. Daraus leitet Hippias den Vorrang des Achilleus ab, der für ihn der „beste“ (áristos) unter den Helden ist. Mit seinem relativ ungünstigen Urteil über Odysseus folgt der Sophist einer zu seiner Zeit bereits verbreiteten Wertung, die allerdings nicht Homers Auffassung entspricht.
Die grundsätzliche Erörterung
Sokrates weist darauf hin, dass die Frage nach Homers Urteil zwar offenbleiben muss, doch für den Zweck der Diskussion zunächst unterstellt werden kann, dass Hippias’ Deutung zutrifft. Zu fragen ist dann, wie das Verhalten derer, die sich nicht an die Wahrheit halten, zu beurteilen ist. Hierbei ist zu unterscheiden zwischen denjenigen, die zur Täuschung befähigt sind, und denjenigen, denen die dazu erforderliche Klugheit fehlt. Auf Befragen stellt Hippias klar, dass er unter den Gewandten und Lügnerischen tüchtige Menschen versteht, die dank ihrer List und Umsicht jederzeit in der Lage sind, nach ihrem Belieben andere erfolgreich zu hintergehen. Sie besitzen Wissen, einschlägige Sachkenntnis, und können als „Kundige“ – das Wort sophós bedeutet sowohl „kundig“ als auch „klug“ und „weise“ – bezeichnet werden. Davon ausgehend fragt Sokrates, wer dann auf einem Gebiet, wenn es ums Täuschen geht, der Tüchtigste und Beste sei: der Inkompetente oder der, der dank seiner Beschlagenheit nach Belieben das Richtige oder etwas Falsches behaupten kann. Es zeigt sich, dass der Fachmann nicht nur im Darlegen der Wahrheit, sondern auch im Lügen überlegen ist. Demnach ist es falsch, zwischen Aufrichtigen und Lügnern zu unterscheiden, denn es lässt sich auf keinem Gebiet eine Eigenschaft finden, die den Aufrichtigen als solchen zukommt und den Lügnern als solchen abgeht. Vielmehr besteht nur ein Unterschied zwischen den Fähigen, denen alle Möglichkeiten zur Verfügung stehen und die sich frei entscheiden können, und den Unfähigen, die mangels Schlauheit ehrlich sind, da ihnen nichts anderes übrig bleibt. Somit ist nur die Kompetenz und nicht die Aufrichtigkeit das Kriterium für die Unterscheidung von guten und schlechten Menschen.
Die Anwendung des grundsätzlichen Ergebnisses auf die Ausgangsfrage
Vom Ergebnis der grundsätzlichen Erörterung ausgehend kommt Sokrates auf den Vergleich zwischen Achilleus und Odysseus zurück. Odysseus konnte nur dann ein Meister der Lüge sein, wenn er die Wahrheit kannte, also auch zur Wahrhaftigkeit befähigt war; Achilleus war nur dann aufrichtig, wenn er auch über die Option, unaufrichtig zu sein, verfügte. Somit trugen beide sowohl Wahrheit als auch Lüge in sich. Demnach waren sie nicht grundverschieden, sondern von gleicher Art. Achilleus drohte vor Troja wegen eines Streits wiederholt mit seinem Abzug, unternahm aber keine Vorbereitungen dazu. Seine Drohung war nicht ernst gemeint, es waren leere Worte. Also verfügte auch er über die Fähigkeit, mit Worten etwas vorzutäuschen, und er machte von ihr bei Bedarf Gebrauch. Aus einem Selbstwiderspruch, der Achilleus unterlief, den Odysseus aber offenbar nicht bemerkte, ist ersichtlich, dass Achilleus keineswegs das vorhatte, was er zu beabsichtigen vorgab. Also waren beide verschlagen, und es gibt unter diesem Gesichtspunkt keinen Grund, einen Unterschied anzunehmen und Achilleus für besser zu halten.
Hippias sieht das anders. Nach seiner Interpretation handelte Achilleus nicht in listiger und übler Absicht, sondern er widersprach sich selbst, da seine Haltung schwankte. Der Grund für seinen Selbstwiderspruch war, dass er während der Auseinandersetzung seine Position änderte, denn er war von wechselnden Stimmungen abhängig. Also blieb er stets aufrichtig. Außerdem hatte er gar nicht die Wahl; er konnte seinen Abzug nicht vorbereiten, denn unter den gegebenen Umständen konnte er das griechische Heer nicht im Stich lassen, auch wenn er dies zeitweilig im Zorn erwog. Odysseus aber handelte immer mit einer hinterlistigen Absicht, sowohl wenn er die Wahrheit sagte als auch wenn er log.
Daraus folgert nun Sokrates, dass in diesem Fall Odysseus besser war als Achilleus. Dabei geht er von dem Kriterium aus, das er zuvor etabliert hat, wonach der Fähigere, der mehr Optionen hat, der Bessere ist. Dem widerspricht Hippias. Er findet es paradox, dass jemand, der aus klarer Überlegung und in böser Absicht lügt oder etwas Übles tut, besser sein soll als jemand, der ohne Täuschungsabsicht etwas Unwahres sagt oder aus Mangel an Durchblick Unheil verursacht. Dabei beruft sich Hippias auf die Gesetzgebung; wer vorsätzlich gesetzwidrig handelt, wird weit härter bestraft als wer es aus Unwissenheit tut.
Das Ende in Ratlosigkeit
Sokrates ist anderer Meinung, gibt aber von sich aus zu, dass er in dieser Frage unsicher ist. Er behauptet nicht zu wissen, dass ein vorsätzlich unrecht handelnder Täter besser sei als einer, der sich aus Unwissenheit falsch verhält, sondern er neigt nur momentan zu dieser Ansicht, weil ihm die gegenteilige unstimmig erscheint und Hippias seine Gegenposition nicht plausibel machen konnte. Zur Begründung trägt Sokrates eine Reihe von Beispielen vor, die illustrieren sollen, dass allgemein der Fähige, der als solcher verschiedene Optionen hat, besser ist als der Unfähige, dem seine Unzulänglichkeit enge Grenzen setzt. Wer beispielsweise als guter Läufer vorsätzlich langsam läuft, ist besser als einer, der zur Langsamkeit gezwungen ist, da er nicht schnell laufen kann. Ein Ringer, der absichtlich fällt, ist besser als einer, der niedergeworfen wird. Wer vorsätzlich misstönende Laute von sich gibt, ist besser als der, dessen Stimme von Natur aus hässlich ist. Jeder wird lieber absichtlich hinken, als vom Zustand seiner Füße dazu gezwungen zu werden. So verhält es sich auch generell mit der „Gerechtigkeit“ (dikaiosýnē). Mit diesem Begriff ist nach damaligem Verständnis nicht nur eine moralische Tugend im heutigen Sinne gemeint, sondern allgemein die Fähigkeit, sich richtig zu verhalten, das jeweils Angemessene und Angebrachte zu tun. Diese Fähigkeit besteht in der jeweils erforderlichen Tüchtigkeit, die – wie Sokrates darlegt – entweder eine Kraft (dýnamis) oder ein Wissen oder die Verbindung von beidem ist. Wer tüchtiger ist als andere, weil er ihnen an Handlungsfähigkeit und Sachkenntnis überlegen ist, ist somit „gerechter“ und besser. Er kann frei zwischen Recht und Unrecht wählen, und wenn er sich für etwas Unrechtes entscheidet, tut er dies absichtlich. Seine Entscheidungsfreiheit begründet seine prinzipielle Überlegenheit. Der in diesem Sinne Überlegene ist zwangsläufig der Bessere. Demnach ist er, wenn er bewusst etwas Schlechtes tut, besser als einer, der sich aus Ignoranz ebenso verhält, ohne sein Vorgehen durchdacht zu haben.
Hippias weigert sich, die nach allgemeinem Rechtsempfinden paradoxe Folgerung zu akzeptieren. Sokrates hält dem entgegen, dass sie aus dem gemeinsamen Beweisgang mit zwingender Notwendigkeit abgeleitet sei. Dennoch erhebt er keinen Wahrheitsanspruch für seine Behauptung, sondern gibt zu, dass sie auch ihn nicht befriedigt. Es ist nicht gelungen, die Frage zu klären. Der Dialog endet in der Aporie, der Ratlosigkeit.

## Die Gesprächsführung
Hippias hat sich in seinem Vortrag, an den der Dialog anknüpft, nicht mit philosophischen Fragen auseinandergesetzt, sondern nur Dichtung interpretiert. Dennoch lenkt Sokrates das Gespräch sogleich auf ein philosophisches Problem und versucht zielbewusst, Hippias in die Enge zu treiben und ihm eine paradoxe Folgerung aufzudrängen, die gängigem Rechts- und Moralempfinden krass widerspricht. Diese Absicht bleibt Hippias nicht verborgen. Er wirft dem Philosophen vor, gewohnheitsmäßig bei jedem Thema den schwierigsten Punkt zu suchen und ihn dann aus dem Zusammenhang zu reißen und isoliert zu betrachten. Damit stifte er Verwirrung wie jemand, der Übles im Schilde führe.
Hippias bleibt in der Auseinandersetzung zwar höflich, zeigt aber das arrogant wirkende Selbstbewusstsein, das für die Sophisten in Platons Dialogen typisch ist. Daran hält er unbeirrt fest, obwohl er argumentativ wenig aufzubieten hat. Schon zu Beginn verkündet er, er wisse auf jede beliebige Frage eine Antwort, sowohl hier als auch bei seinem regelmäßigen Auftreten als Redner an den Olympischen Spielen, auf das er bei dieser Gelegenheit selbstgefällig hinweist. Er behauptet auch, niemand habe ihn je im Wettstreit übertroffen. In der Debatte erweist er sich dann aber als hilflos. Er folgt willig der Argumentation, mit der Sokrates ihn in einen Selbstwiderspruch verwickelt, und versucht dann nicht den Widerspruch aufzulösen, sondern hält unbeirrt bis zum Schluss an seiner ursprünglichen Meinung fest. Sokrates gibt bereitwillig zu, ebenso wie sein Gesprächspartner keine Lösung zu wissen. Dennoch gelingt es ihm, Hippias bloßzustellen, denn er selbst gibt seine Unwissenheit offen zu, während sich Hippias mit seinem überzogenen Anspruch auf umfassende Kompetenz blamiert hat.
Anfangs bestärkt Sokrates noch die ausgeprägte Eitelkeit des Sophisten, indem er dessen Selbstlob mit ironisch gemeintem Überschwang aufgreift. Mit einer Erzählung vom angeberischen Auftreten des Hippias auf der Agora schmückt er die Darstellung der vermeintlichen universalen Kompetenz seines Gesprächspartners zusätzlich aus. Zugleich distanziert er sich diskret davon, indem er sich auf die Selbstdarstellung des Sophisten beruft. Am Schluss drückt Sokrates seine Enttäuschung darüber aus, dass auch ein „Weiser“ wie Hippias ihm – dem „Laien“ – nicht hat helfen können. Der Eindruck eines kläglichen Versagens des Sophisten wird durch den Kontrast zu den hohen Erwartungen, die er anfangs erweckt hat, verstärkt. Da Hippias zu Beginn behauptet hat, er sei noch nie im Wettstreit unterlegen, hat seine Debatte mit Sokrates aus seiner Sicht auch den Charakter eines Wettkampfs. Dieser endet mit seiner ersten Niederlage.
Der Gesprächsverlauf ist auch als praktisches Beispiel für die paradoxe These des Sokrates konzipiert. Sokrates ist der „Bessere“, der vorsätzlich einen „Fehler“ macht und mit Absicht zeitweilig die Unwahrheit unterstützt: Er fördert einen Irrtum, indem er das maßlose Selbstlob des Hippias scheinbar gutheißt, obwohl er ihn in Wirklichkeit von Anfang an durchschaut hat. Hippias hat diesen Irrtum – seine falsche Selbsteinschätzung – unwissentlich begangen, da er von den Grenzen seiner Kompetenz nichts ahnte. Sokrates hingegen lässt sich kalkulierend darauf ein, um eine didaktische Wirkung zu erzielen und Hippias zu einer Selbsterkenntnis zu führen. Der Gesprächsverlauf zeigt die Überlegenheit des bewussten Annehmens einer Unwahrheit über das unbewusste. Wer die Wahrheit kennt, kann sich zeitweilig auf Falsches einlassen, um einen erwünschten Effekt herbeizuführen; wer sie nicht kennt, ist seiner Unwissenheit hilflos ausgeliefert.

## Philosophische Bilanz

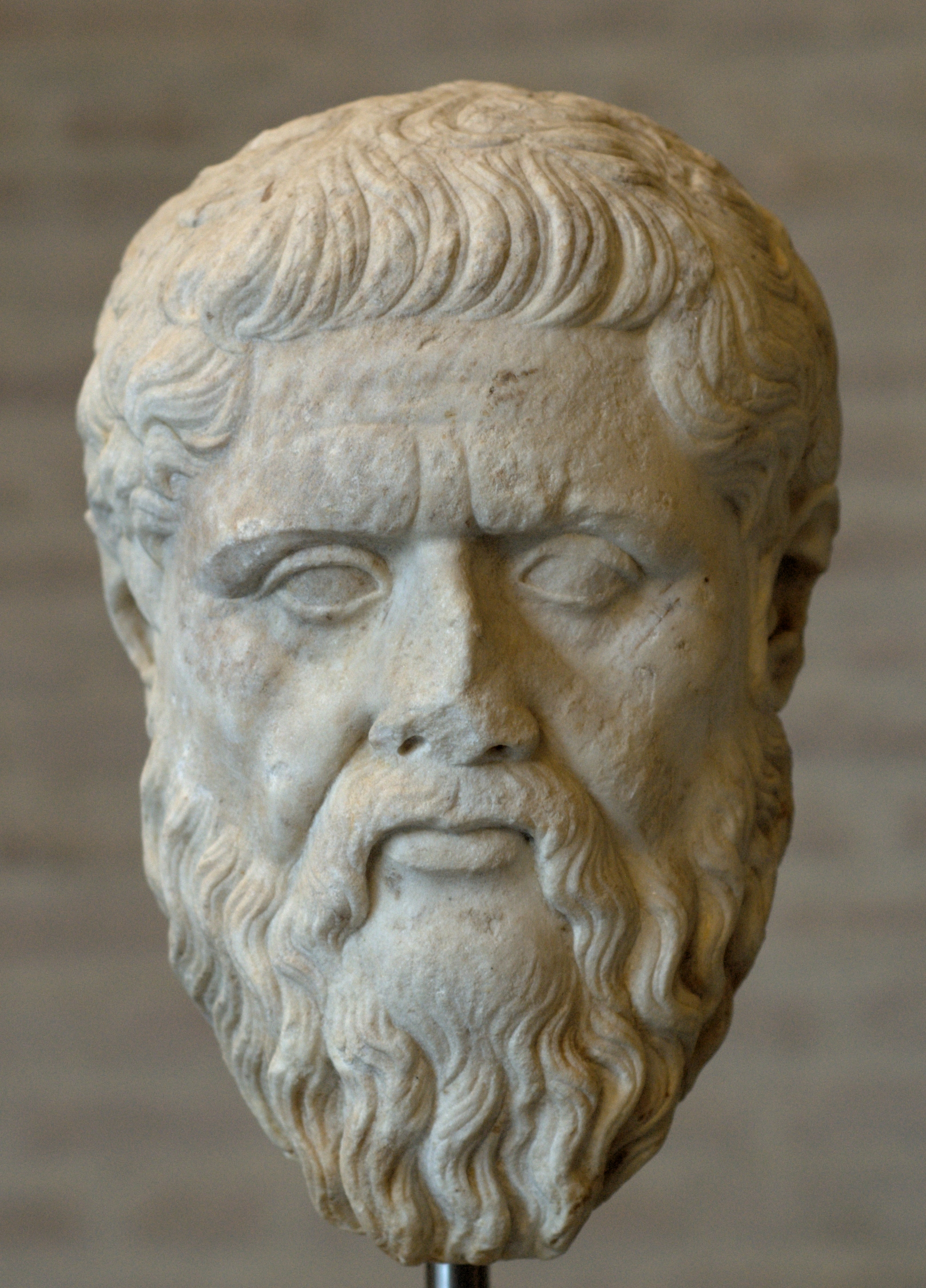
Platon (römische Kopie des griechischen Platonporträts des Silanion, Glyptothek München)

Der Kleinere Hippias thematisiert das Verhältnis von Aufrichtigkeit und Lüge, planvollem und unüberlegtem Handeln, Sachwissen und ethischer Überlegenheit. Es geht um die Frage nach dem Kriterium für die „Gutheit“ oder „Vortrefflichkeit“ (aretḗ), dank der jemand anderen überlegen ist. Nach der einen Auffassung ergibt sich Überlegenheit zwangsläufig und unmittelbar aus besserer Einsicht in die jeweiligen Gegebenheiten, die sich mit Handlungsfähigkeit verbindet. Wer mehr weiß und handlungsfähig ist, ist notwendigerweise unter allen Umständen überlegen und „besser“ als ein Unwissender oder ein in seiner Handlungsfreiheit Eingeschränkter, auch wenn sein Verhalten gegen moralische Normen verstößt. Der Gute ist nicht notwendigerweise immer aufrichtig, sondern entscheidet sich situationsbezogen für oder gegen Ehrlichkeit. Die Rangordnung der Menschen, ihre „Gutheit“ oder „Schlechtigkeit“ hängt vom Ausmaß der Freiheit ab, mit der sie zwischen verschiedenen Optionen eine überlegte Wahl treffen können. Der gegenteiligen Meinung zufolge setzt Gutheit unter anderem Redlichkeit voraus und der Redliche täuscht nie, er wäre dazu gar nicht in der Lage. Demnach kann ein aufrichtiger Mensch mit lauteren Absichten besser und lobenswerter sein als andere, auch wenn er im Vergleich mit ihnen naiv ist und unüberlegt redet und handelt. Die moralische Qualität der Absicht ist wichtiger als die Fähigkeit, die jeweilige Situation zu durchschauen und zweckmäßig zu entscheiden.
Die provozierende Argumentation des Sokrates ist offensichtlich problematisch. Mit der Betonung seiner Unsicherheit und des hypothetischen und provisorischen Charakters seiner Position räumt er das auch ein. Er selbst bekennt sich nicht zu der Konsequenz, zu der ihn sein Gedankengang geführt hat. Damit macht Platon klar, dass hier keine fertigen Lösungen präsentiert werden. Vielmehr soll der Leser zu eigenständigem Nachdenken über die vorgelegte Problematik angeregt werden. Als klärungsbedürftig erweist sich insbesondere das Verhältnis zwischen einer auf Sachkenntnis beruhenden und einer ethischen Kompetenz. Hier stehen sich zwei gegensätzliche Konzepte gegenüber: das voluntaristische des Hippias, das die jeweiligen Absichten des Handelnden berücksichtigt, und das intellektualistische des Sokrates, für den nur das Ausmaß der vorhandenen Einsicht die ethische Rangordnung begründet. Für Hippias ist die Aufrichtigkeit oder Unaufrichtigkeit eine feste Charaktereigenschaft, während Sokrates von einer zwiespältigen Veranlagung ausgeht, die zu beidem befähigt und sich situationsbedingt unterschiedlich äußert. Hippias gerät in einen Selbstwiderspruch, den er nicht auflösen kann; Sokrates ist mit seinem eigenen Konzept unzufrieden, da ihm dessen Unzulänglichkeit klar ist. Dass ein listiger Verbrecher besser sein soll als ein einfältiger rechtschaffener Mensch, ist eine Konsequenz, zu der sich Sokrates nicht im Ernst bekennt. Unannehmbar scheint ihm aber auch die herkömmliche, von Hippias verteidigte Urteilsweise, nach der jemand, der wegen seiner Unwissenheit und Unfähigkeit nicht in Versuchung gerät, besser ist als einer, der wählen kann und sich für etwas Schlechtes entscheidet.
Benötigt wird eine Lösung, die über beide Ansätze hinausführt. Diese im Kleineren Hippias nicht gefundene Lösung hat Platon in anderen Werken (Protagoras, Apologie, Menon, Gorgias) von Sokrates vortragen lassen. Sie besteht in dem Grundsatz, dass jeder das für ihn Beste anstrebt und daher niemand eine schlechte Tat begeht, wenn er deren Schlechtigkeit erkannt hat. Jede Fehlentscheidung ist letztlich auf eine Unwissenheit zurückzuführen. Wirkliche Einsicht umfasst nicht nur die Kenntnis des einem gegebenen Zweck Dienlichen, sondern immer auch das Wissen um die Gutheit oder Schlechtigkeit der Zwecke. Aus diesem Wissen folgt unweigerlich das richtige Handeln („radikaler ethischer Intellektualismus“). Daher kann der Einsichtige niemals vorsätzlich ein Unrecht begehen. Er kann zwar scheinbar schlecht handeln, etwa indem er die Unwahrheit sagt, doch ist dies dann immer durch ein höherrangiges Ziel gerechtfertigt und somit kein Unrecht, sondern richtig. Im Kleineren Hippias ist diese Lösung nur angedeutet: Sokrates stellt fest, dass jemand, der vorsätzlich ein Unrecht begeht, „wenn es einen solchen gibt“, kein anderer sein kann als der Gute. Der Wissende, der immer aufgrund seines Wissens vorsätzlich und überlegt handelt, ist zwangsläufig stets der Gute. Seine Gutheit kann er paradoxerweise auch dann nicht einbüßen, wenn er schlecht handelt. Für Platon wird aber dieses Paradox, mit dem der Kleinere Hippias endet, durch seine These aufgehoben, dass dieser Fall nicht eintreten kann. Nach der Deutung, die in der Forschung überwiegend vertreten wird, verneint Platon die Möglichkeit, dass es „einen solchen gibt“: Der absichtlich ein Unrecht begehende Gute existiert nur theoretisch. Eine etwas abweichende Interpretation bietet Michael Erler. Ihr zufolge meint Platon, dass es diesen Guten zwar real geben kann, sein Handeln aber nur dann als schlecht erscheint, wenn es aus einer begrenzten Perspektive betrachtet wird. Beiden Deutungen ist gemeinsam, dass nach Platons Lehre der Gute niemals etwas Schlechtes tun kann, wenn er weiß, dass es nicht nur scheinbar, sondern bei Würdigung aller Umstände tatsächlich schlecht ist.
Ein in der Forschungsliteratur oft erörtertes Thema ist die Frage der Schlüssigkeit der Argumentation von Platons Sokrates. Meist wird die Beweisführung als fehlerhaft kritisiert, doch finden sich auch Stimmen, die sie verteidigen. In einigen Untersuchungen wird betont, dass der philosophische Gehalt des Dialogs nur vor dem Hintergrund von Platons Metaphysik voll verstanden werden könne. Manche Forscher meinen, dass Platon im Kleineren Hippias bewusst Trugschlüsse verwendet, um ein didaktisches Ziel zu erreichen.

## Entstehungszeit und historischer Hintergrund
Der Kleinere Hippias gehört zu den frühen Werken Platons. Nach der heute vorherrschenden Forschungsmeinung ist er im Zeitraum zwischen der Hinrichtung des Sokrates, die im Frühjahr 399 v. Chr. stattfand, und Platons Abreise nach Sizilien, die um 388 v. Chr. datiert wird, entstanden. Manche Altertumswissenschaftler plädieren jedoch für eine frühere Entstehung, noch zu Lebzeiten des Sokrates. Ihrer Argumentation zufolge wäre es nach der Hinrichtung des Sokrates, der wegen Verführung der Jugend zum Tode verurteilt wurde, für Platon nicht mehr möglich gewesen, seinen Lehrer, den er verteidigen wollte, eine so anstößige Auffassung vertreten zu lassen. Ob Platons schriftstellerische Tätigkeit schon vor dem Tod seines Lehrers einsetzte, ist umstritten.
Den historischen Hintergrund bildet Platons Auseinandersetzung mit der Sophistik, die hier wie auch in anderen platonischen Dialogen in sehr unvorteilhaftem Licht erscheint. Sein Hippias vertritt zwar damals geläufige, vom zeitgenössischen Publikum gebilligte Ansichten, aber auf so unreflektierte Weise, dass er sich blamiert und als Prahler entlarvt wird. Damit will Platon auf die mangelnde philosophische Kompetenz der Sophisten hinweisen. Möglicherweise ist der Kleinere Hippias zugleich eine Reaktion Platons auf ein heute verlorenes Werk des Philosophen Antisthenes, in dem ebenfalls die Beurteilung des Odysseus thematisiert wurde.

## Rezeption

### Antike und Mittelalter
Der früheste Beleg für Rezeption des Kleineren Hippias ist ein Zitat in der Metaphysik von Platons Schüler Aristoteles. Zur Thematik nahm Aristoteles sowohl in der Metaphysik als auch in seiner Nikomachischen Ethik Stellung, indem er als Bewertungskriterium nicht die Befähigung zum Täuschen, sondern die Entscheidung (Prohairesis) für entsprechende Betätigung wählte. Die im Dialog vorgetragene Argumentation lehnte er ab, wobei er aber dem Gedankengang von Platons Sokrates nicht gerecht wurde.

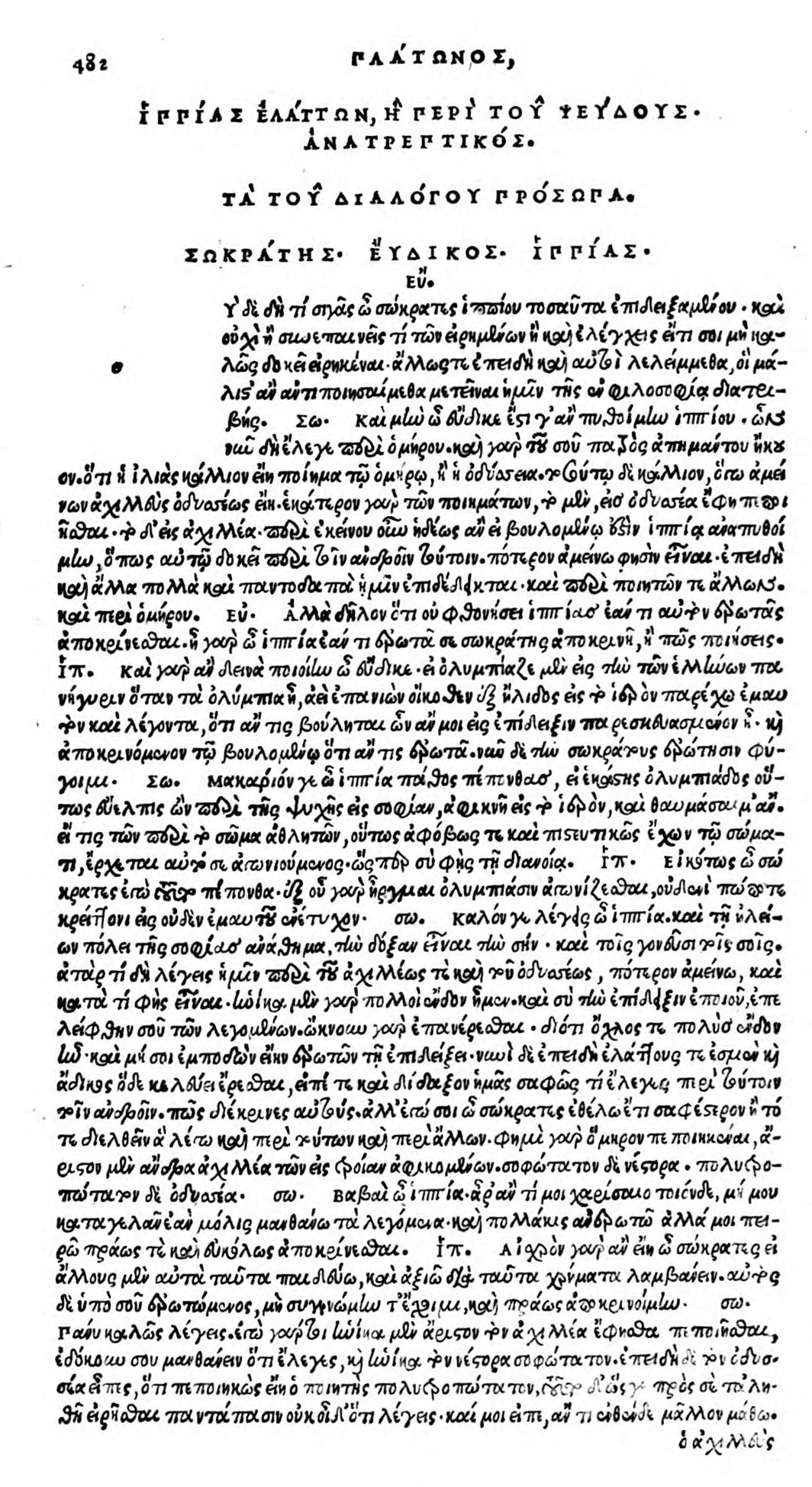
Der Anfang des Hippias minor in der Erstausgabe, Venedig 1513

In der Tetralogienordnung der Werke Platons, die anscheinend im 1. Jahrhundert v. Chr. eingeführt wurde, gehört der Kleinere Hippias zur siebten Tetralogie. Der Philosophiegeschichtsschreiber Diogenes Laertios zählte ihn zu den „widerlegenden“ Schriften und gab als Alternativtitel „Über die Lüge“ an. Dabei berief er sich auf eine heute verlorene Schrift des Mittelplatonikers Thrasyllos.
Antike Textzeugen sind nicht erhalten. Die älteste erhaltene Handschrift des Dialogs wurde im 10. Jahrhundert im Byzantinischen Reich angefertigt. In der lateinischsprachigen Gelehrtenwelt des Westens war der Kleinere Hippias im Mittelalter unbekannt. Die in dem Dialog erörterte Problematik war jedoch den spätmittelalterlichen Gelehrten aus der Metaphysik des Aristoteles, mit der sie sich intensiv auseinandersetzten, vertraut. Thomas von Aquin befasste sich damit in seinem Metaphysik-Kommentar.

### Frühe Neuzeit
Im Westen wurde der Kleinere Hippias im Zeitalter des Renaissance-Humanismus wiederentdeckt. Die erste lateinische Übersetzung erstellte der italienische Humanist Marsilio Ficino. Er veröffentlichte sie 1484 in Florenz in der Gesamtausgabe seiner Platon-Übersetzungen. Die Erstausgabe des griechischen Textes erschien im September 1513 in Venedig bei Aldo Manuzio in der von Markos Musuros herausgegebenen Gesamtausgabe der Werke Platons.

### Moderne
Im 19. und frühen 20. Jahrhundert wurde das Ethikkonzept, das Sokrates im Kleineren Hippias vertritt, als so anstößig empfunden, dass einige Forscher Platons Urheberschaft bezweifelten oder bestritten. Der einflussreiche Platon-Übersetzer Friedrich Schleiermacher erhob 1805 in der Einleitung zur ersten Auflage seiner Übersetzung des Kleineren Hippias schwere Bedenken gegen die Echtheit des Dialogs, 1818 entschied er sich in der zweiten Auflage noch klarer für die Annahme der Unechtheit. Schleiermacher fand die Ausübung der Dialektik merkwürdig und unbeholfen. Eine andere Hypothese lautet, einige Mängel des Werks seien möglicherweise darauf zurückzuführen, dass ein von Platon stammender Entwurf von einem seiner Schüler ausgearbeitet worden sei. In der neueren Forschung sind die Zweifel an der Authentizität des Werks weitgehend verstummt, da es bei Aristoteles namentlich – wenn auch ohne Nennung Platons als Autor – zitiert wird. Vereinzelt melden sich aber weiterhin Forscher zu Wort, welche die Zweifel an der Echtheit nicht für völlig ausgeräumt halten.
Nach dem Urteil des Philologen Ulrich von Wilamowitz-Moellendorff ist der Kleinere Hippias kein Meisterstück, sondern nur eine „Kleinigkeit“. Dennoch sei er „überaus wertvoll“, da Platon hier seinen Lehrer „ganz ohne Einmischung des Moralischen“ einführe; die Schrift sei nur Satire, als solche aber voll befriedigend. Ähnlich denkt Ernst Heitsch. Er hält den Dialog für ein bloßes Wortgefecht, einen literarischen Spaß; als spielerische Darstellung der Gesprächskunst sei er aber ein Meisterwerk, sowohl in der Wahl seiner „gewichtigen und riskanten Thematik“ als auch in der Gesprächsführung, in der indirekten Charakterisierung der beiden Personen und in der Doppelbödigkeit am Schluss. Auch Alfred Edward Taylor geht von einem relativ bescheidenen Ziel des Dialogs aus, findet ihn aber brillant ausgeführt. Gerhard Müller hingegen, der ebenfalls die kunstvolle Gesprächsführung lobt, sieht im Kleineren Hippias weit mehr als Spiel; er meint, die Aporie lasse die platonische Metaphysik und Ethik „durchscheinen“. Zu den Philosophiehistorikern, die den Kleineren Hippias nicht als Spielerei, sondern als ernst gemeinten Ausdruck der platonischen Philosophie betrachten, zählen Michael Erler und Jörg Jantzen.

## Ausgaben und Übersetzungen
- Otto Apelt (Übersetzer): Platon: Hippias I/II, Ion. In: Otto Apelt (Hrsg.): Platon: Sämtliche Dialoge, Bd. 3, Meiner, Hamburg 2004, ISBN 3-7873-1156-4 (Übersetzung mit Einleitung und Erläuterungen; Nachdruck der 3. Auflage, Leipzig 1935).
- Gunther Eigler (Hrsg.): Platon: Werke in acht Bänden, Band 1, 4. Auflage, Wissenschaftliche Buchgesellschaft, Darmstadt 2005, ISBN 3-534-19095-5, S. 41–81 (Abdruck der kritischen Ausgabe von Maurice Croiset, 9. Auflage, Paris 1966, mit der deutschen Übersetzung von Friedrich Schleiermacher, 2., verbesserte Auflage, Berlin 1818).
- Ludwig Georgii (Übersetzer): Hippias der Kleinere. In: Erich Loewenthal (Hrsg.): Platon: Sämtliche Werke in drei Bänden, Bd. 1, unveränderter Nachdruck der 8., durchgesehenen Auflage, Wissenschaftliche Buchgesellschaft, Darmstadt 2004, ISBN 3-534-17918-8, S. 149–170.
- Jan-Markus Pinjuh (Übersetzer): Platons Hippias Minor. Übersetzung und Kommentar. Narr, Tübingen 2014, ISBN 978-3-8233-6849-6
- Rudolf Rufener (Übersetzer): Platon: Frühdialoge (= Jubiläumsausgabe sämtlicher Werke, Bd. 1). Artemis, Zürich/München 1974, ISBN 3-7608-3640-2, S. 161–183.
- Ravi Sharma: Plato’s Hippias Minor. Analysis, Text, Translation, and Commentary. Oxford University Press, Oxford 2025, ISBN 9780192895233.
- Bruno Vancamp (Hrsg.): Platon: Hippias maior, Hippias minor. Franz Steiner, Stuttgart 1996, ISBN 3-515-06877-5 (kritische Edition).